# کالاوی
کالاوی (انگلیسی: Callaway) شرکت تجهیزات ورزشی آمریکایی است، که در سال ۱۹۸۲ توسط الی کالاوی تأسیس شد.